# Dactylopisthoides hyperboreus
Dactylopisthoides hyperboreus là một loài nhện trong họ Linyphiidae. Chúng được Kirill Yuryevich Eskov miêu tả năm 1990, và chỉ được tìm thấy ở Nga.